# Jonathan Esteban Cruz Sánchez
Jonathan Esteban Cruz Sánchez (5 de setembre de 1990) és un jugador d'escacs peruà que té el títol de Mestre Internacional des del 2010. És fill de Filemón Cruz Lima i germà de Cristhian Cruz Sánchez.
A la llista d'Elo de la FIDE del març de 2022, hi tenia un Elo de 2363 punts, cosa que en feia el jugador número 13 (en actiu) del Perú. El seu màxim Elo va ser de 2473 punts, a la llista d'octubre de 2013.

## Resultats destacats en competició
El juny del 2014 fou tercer a l'Obert de Santa Coloma de Queralt (el vencedor fou José Ángel Guerra). El 2014 fou campió en l'Obert Internacional Alt Empordà amb 7½ punts de 9, mig punt per davant de Víctor Lillo i Castany. El juny del 2015 va repetir el tercer a l'Obert de Santa Coloma de Queralt (el vencedor fou Rolando Alarcón), i fou subcampió a l'Obert Ciutat de Rubí amb 7½ punts de 9, els mateixos punts que Miguel Muñoz però amb pitjor desempat. El maig de 2016 fou campió de l'Obert Vila de Canovelles amb 7½ punts de 9, els mateixos punts que el seu pare Filemón Cruz però amb millor desempat. El juny de 2016 fou tercer del Memorial Josep Lorente amb 7½ punts de 9 partides, els mateixos punts que Fernando Peralta però amb pitjor desempat (el campió fou el GM Miguel Muñoz).